# Piper calamistratum
Piper calamistratum är en pepparväxtart som beskrevs av William Trelease. Piper calamistratum ingår i släktet Piper och familjen pepparväxter. Inga underarter finns listade i Catalogue of Life.